# Khanda (espasa)
Khanda en hindi, de khadga en sànscrit, és una espasa recta de doble fil. És sovint presentada en iconografia religiosa, al teatre i l'art que descriuen la història antiga de l'India. És una arma comuna en les arts marcials subcontinent. La khanda sovint apareix a les escriptures i l'art hindú, budista i sikh.

## Etimologia
La paraula khanda té els seus orígens en el sànscrit khaḍga (खड्ग) o khaṅga, d'una arrel (IAST) que vol dir "per trencar, dividir, tallar, destruir". La paraula més vella per una arma blanca, (IAST), és utilitzat en el Rigveda per referir-se o bé certes espases de l'edat del bronze o bé a un ganivet o daga ritual emprat en la guerra.

## Aspecte
La fulla s'amplia des de l'empunyadura fins a la punta, que sol ser força contundent. Tot i que les dues vores són esmolades, un costat sol tenir una placa de reforç al llarg de la major part de la seva longitud, cosa que afegeix pes als talls cap avall. La guarnició té una guarda plana gran i un ampli protector de dits connectat al pom. El pom és rodó i pla amb una espiga que sobresurt del seu centre. L'espiga es pot utilitzar de manera ofensiva o com a mànec addicional quan es llença un cop amb les dues mans.

## Història
Les primeres espases apareixen en el registre arqueològic d'espases de coure rituals a Fatehgarh, al nord de l'Índia i Kallur, al sud de l'Índia. Encara que els Puranas i Vedas donen una data encara més antiga al ganivet sacrificial. Les espases rectes (a més d'altres espases corbes tant cap a l'interior com cap a l'exterior) han estat utilitzades en la història de l'Índia des de l'edat del ferro Mahajanapades (aproximadament 600 a 300 a.C.), esmentades en èpopeies sànscrites i utilitzades per soldats en exèrcits com els de l'Imperi Màuria. Diverses escultures de l'època de Gupta (AD 280-550) representen soldats que sostenen espases d'estil kanda. Van seguir utilitzant-se en art com als murtis de la era Chola.
Hi ha una gran quantitat de pintures que representen khandes que són emprades pels reis rajput durant tota l'època medieval. Va ser utilitzat habitualment per soldats de peu i per nobles descavalcats durant la batalla. Els clans guerrers rajput van venerar la khanda com una arma de gran prestigi.
Segons alguns, el disseny va ser millorat per Prithviraj Chauhan. Va afegir una columna vertebral a la fulla per donar-li més força. També va fer que la fulla fos més ampla i més plana, convertint-la en una arma de tall formidable. Així mateix va donar un bon avantatge a la infanteria sobre els exèrcits enemics de cavalleria lleugera.
Els guerrers rajput en la batalla van emprar khandes amb les dues mans fent-lo van girar sobre el cap quan es trobaven envoltats i superats en nombre per enemic. D'aquesta manera escometien tradicionalment una última defensa, salvant el seu honor, en comptes de ser capturats. Fins i tot avui veneren el kanda amb motiu del Mysore Dasara.
Molts guerrers sikhs de diverses ordes són coneguts per haver utilitzat khandas, així com molts oficials i líders de l'exèrcit panjabi, els sirdar d'origen sikh dels Misl i de l'Estat Sikh de Lahore. L'art marcial Sikh, el Gatka també ensenya a utilitzar khandes.

### En Religió
En les religions dhàrmiques, la khanda es representa com la saviesa que talla el vel de la ignorància. Les deïtats hindús i budistes sovint es mostren sostenint khandes. Notablement, els déus guardians budistes com Arya Achala, Manjusri, Mahakala, Palden Lhamo, etc.

## Galeria

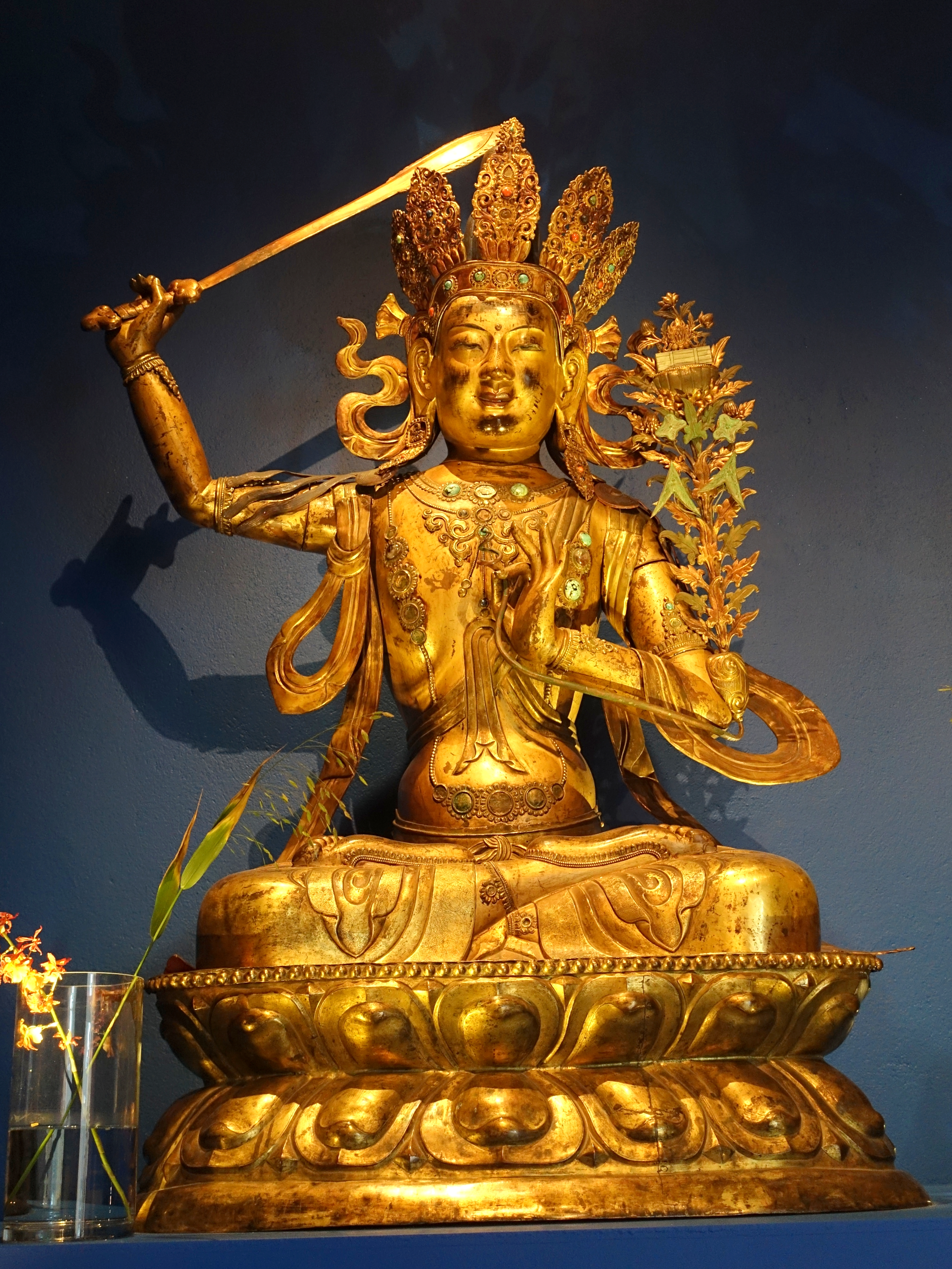
Manjushri Brandint Khanda.
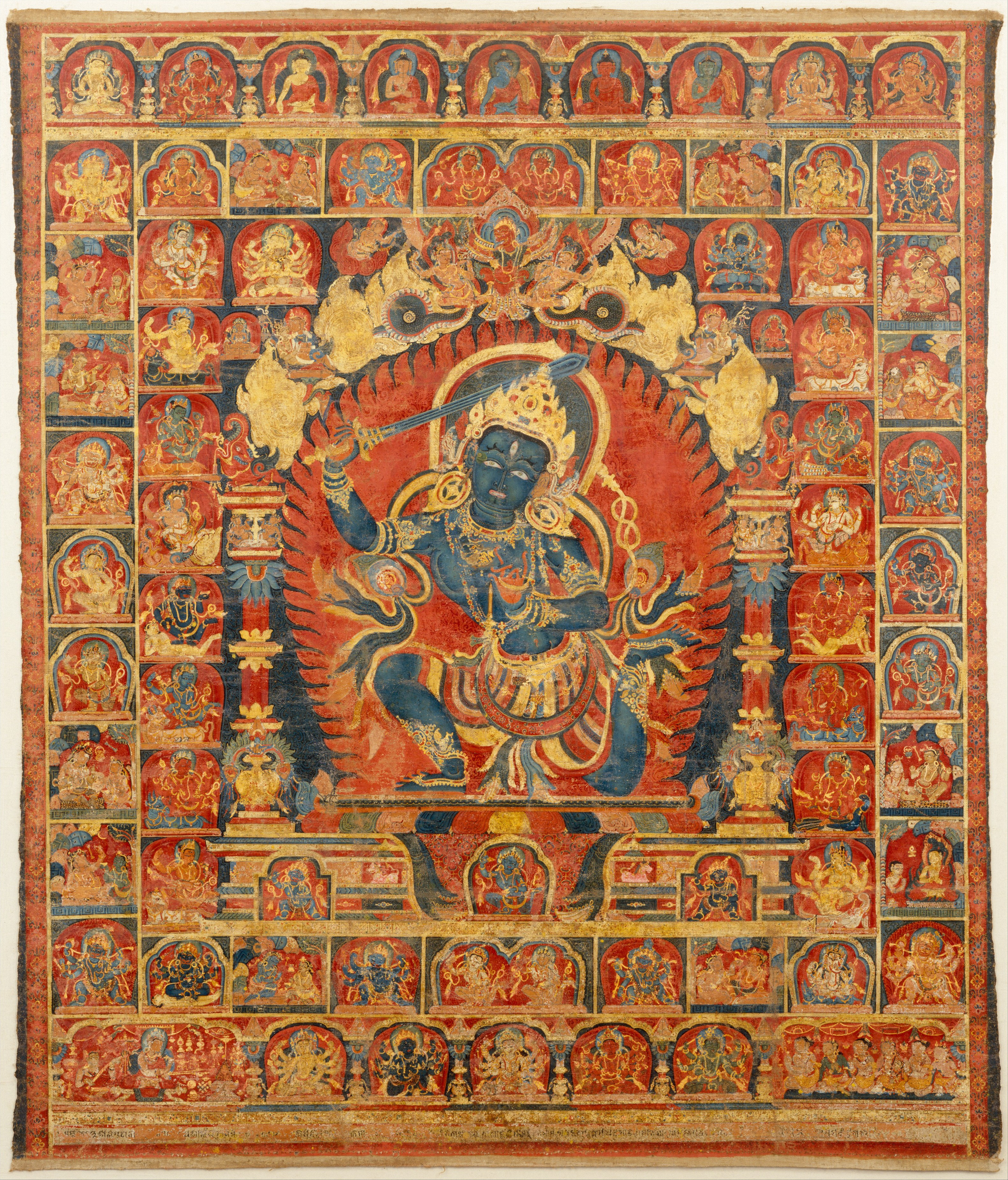
Acala Brandint Khanda.
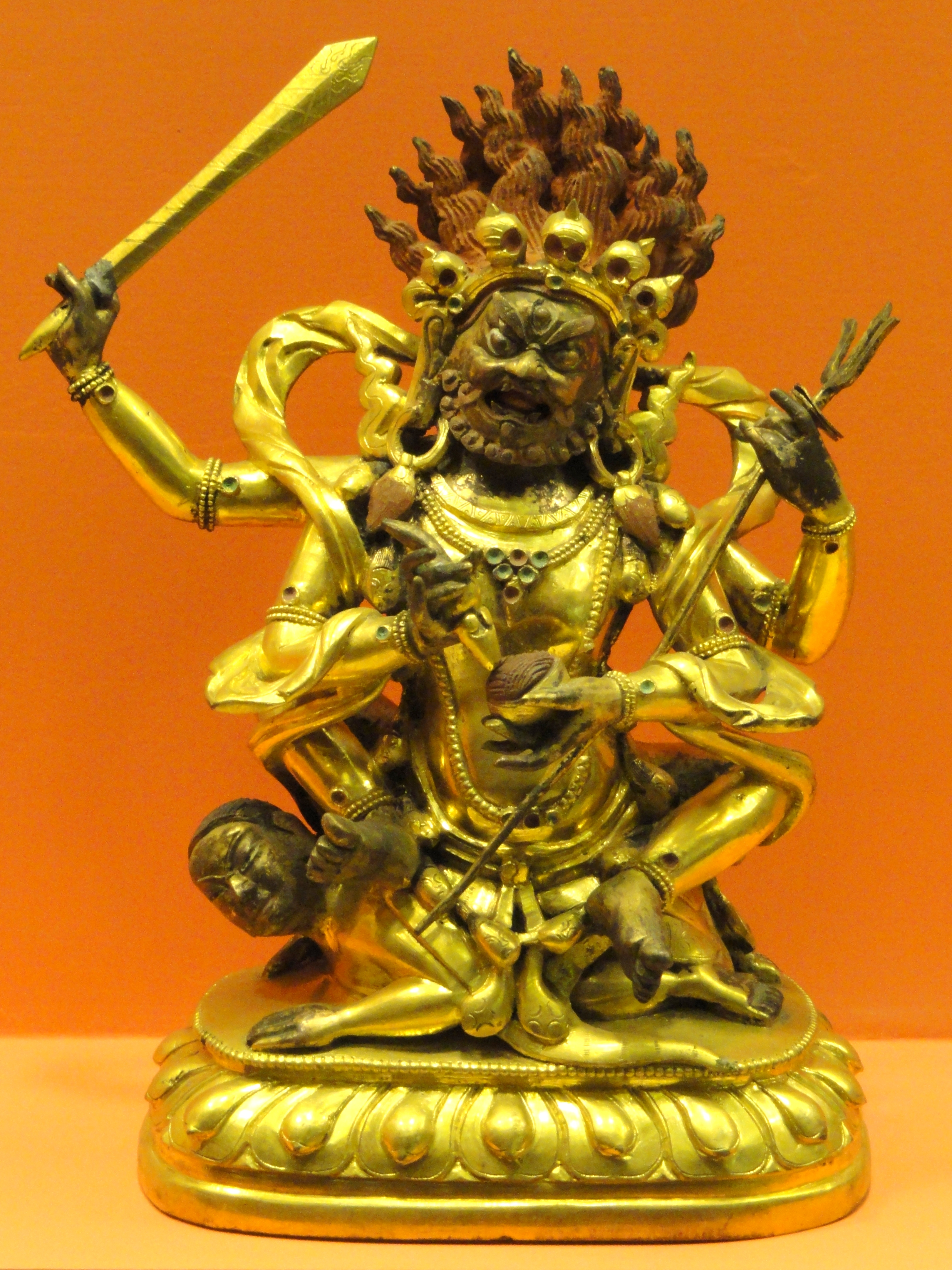
Mahakala Brandint Khanda.
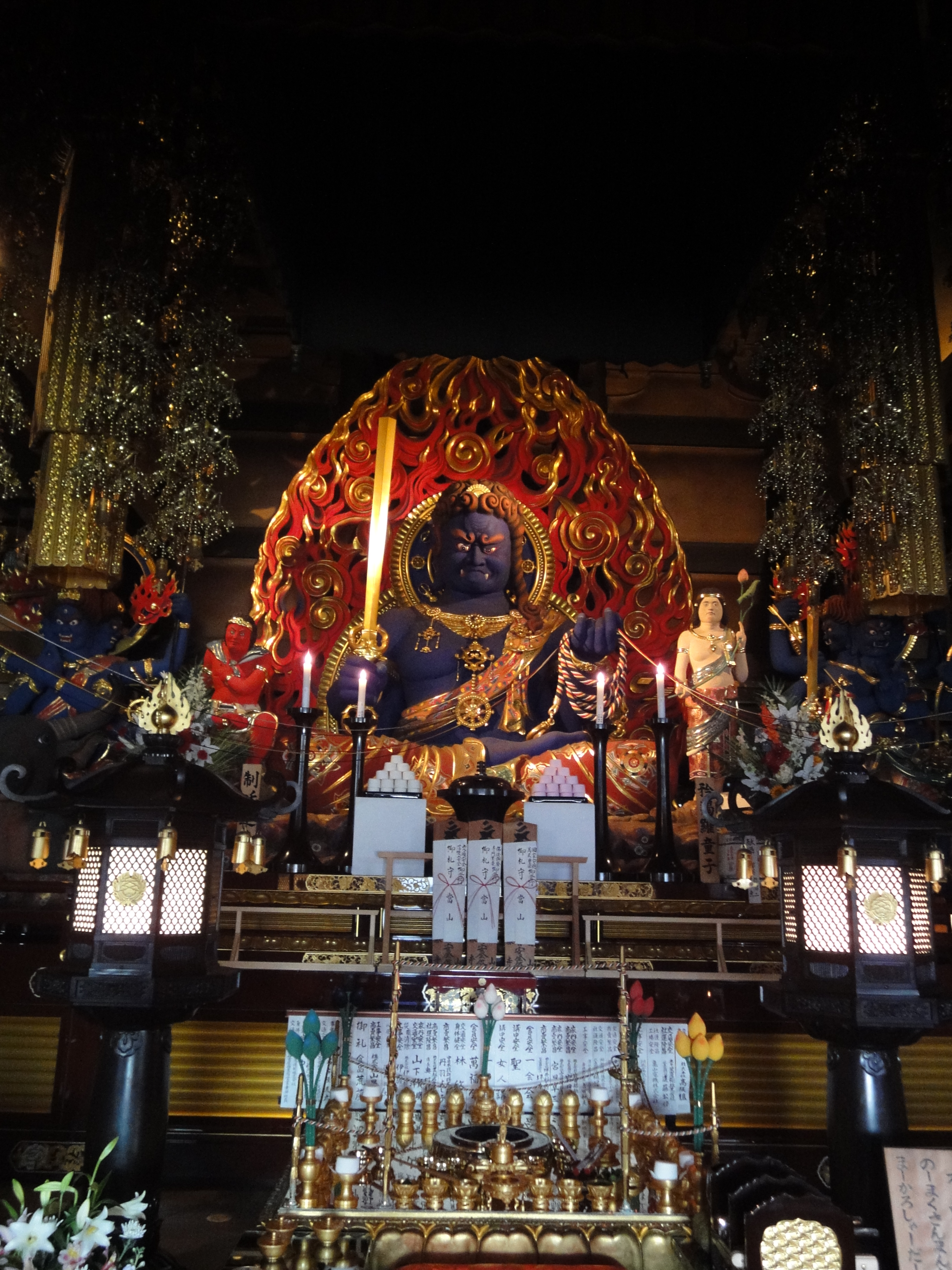
Acala Holding Khanda dins posició amunt correcta.
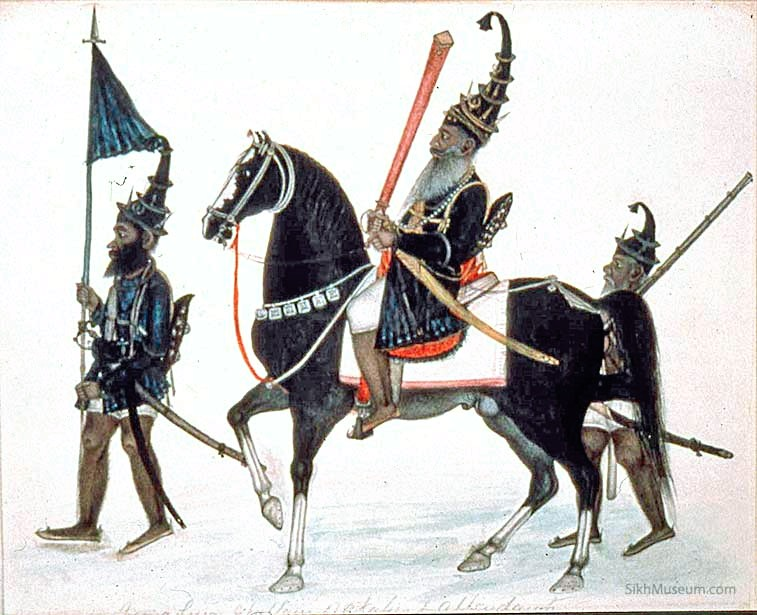
Un sikh Akali-Nihang Sardar, aguantant un Khanda.
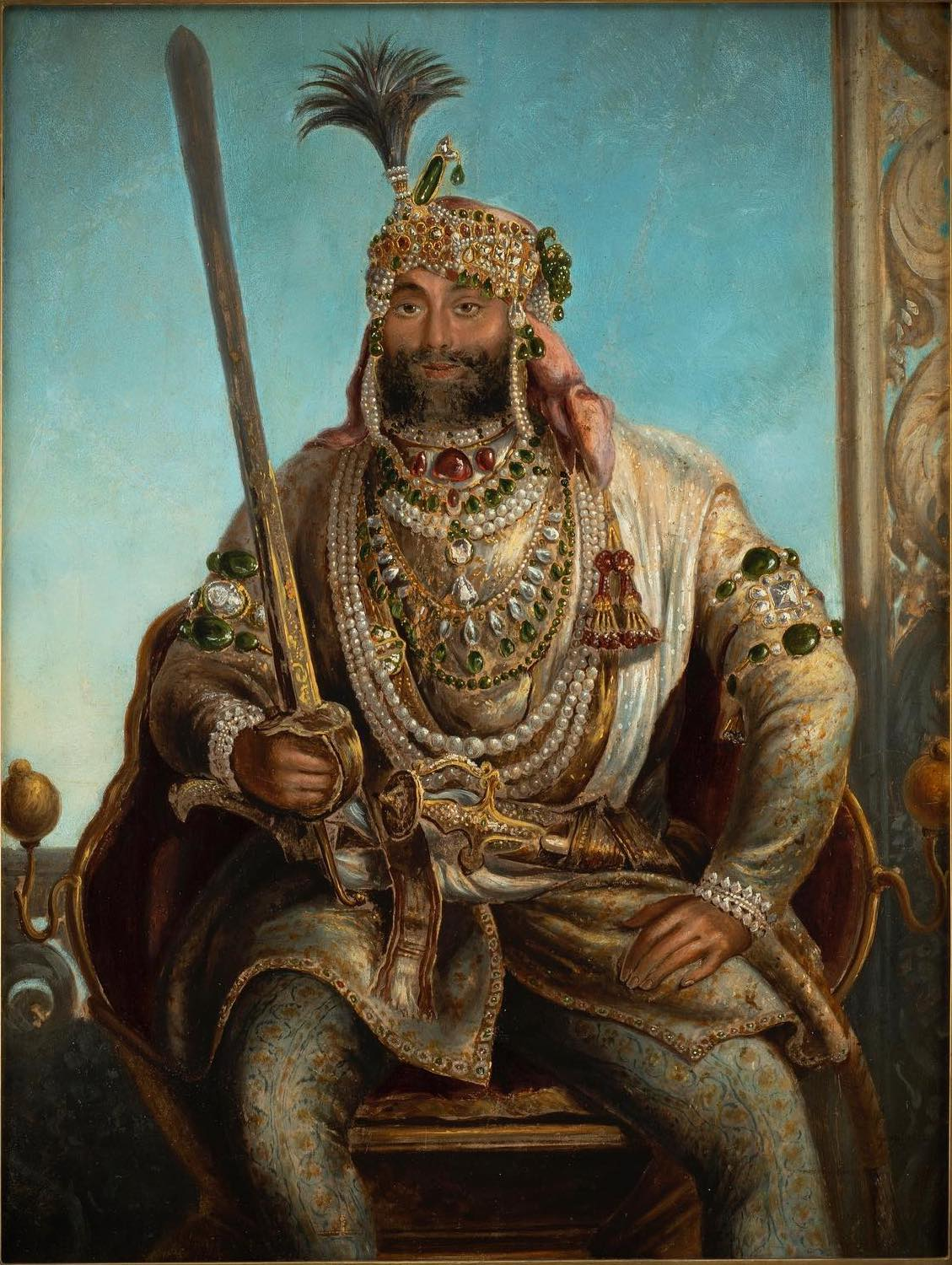
Retrat de Maharaja Sher Singh de Panjab que aguanta un Khanda.
Khanda (Símbol sikh)